# Кереселидзе, Арчил Павлович
Арчил Павлович Кереселидзе (груз. არჩილ პავლეს ძე კერესელიძე; 24 декабря 1912, село Гуниб, Дагестан — 19 декабря 1971, Тбилиси) — грузинский советский композитор. Народный артист Грузинской ССР (1961).

## Биография
В 1927—1934 годах обучался в Тбилисской консерватории. В 1939 году окончил Московскую консерваторию. Ученик Н. Я. Мясковского.
Творческую деятельность начал в 1939 году. Дебютировал в кино в 1948 году (х/ф «Кето и Котэ»).
С 1953 года был музыкальным редактором и композитором киностудии «Грузия-фильм» (картины «Наш двор» (1956), «Чужие дети» (1958), «Фатима» (1958), «Я, бабушка, Илико и Илларион» (1963), «Лурджа Магданы» (1965), «Встреча в горах» (1966), «Десница великого мастера» (1969), «Старые мельницы», «Звезда моего города» (1970) и др.).
Автор оперы «Баши-Ачуки» (1956), балета, музыкальных комедий, симфонических и вокально-симфонических произведений.

## Награды
- Орден «Знак Почёта» (17.04.1958).
- Народный артист Грузинской ССР (1961).
- Заслуженный деятель искусств Грузинской ССР (1950)[1].
- Заслуженный деятель искусств Северо-Осетинской АССР (1958)[1].